# 11755 Paczynski
11755 Paczynski (2691 P-L) là một tiểu hành tinh vành đai chính được phát hiện ngày 1960 Sept. 24 bởi C. J. van Houten và I. van Houten-Groeneveld ngày Palomar Schmidt plates taken bởi T. Gehrels.
Polish-born astrophysicist Bohdan Paczyński (b. 1940), ở Princeton University since 1982, is known for his theoretical work ngày gamma ray bursters---he was an early proponent of their being ở cosmological distances---and for leading searches for gravitational lensing by low-mass stars và substellar objects.